# Сорокин, Алексей Иванович (государственный деятель)
Алексей Иванович Сорокин — советский государственный и  хозяйственный деятель.

## Биография
Родился 21 сентября 1909 года в с. Ольгинское Невинномысского района Кубанской обл., в семье сельского учителя. В 1929 г. окончил химико-технологический факультет Северо-Кавказского промышленного техникума. После окончания техникума работал научным сотрудником Грозненского научно-исследовательского нефтяного института. В 1938—1943 гг. занимал инженерно-технические и руководящие должности на предприятиях Наркомата нефтяной промышленности (Москва, Пермь).
С июня 1943 г. — директор Ярославского нефтеперерабатывающего завода им. Менделеева (в тот период — завода № 406). В 1947 г. окончил Московский государственный экономический институт. В 1948 г. был назначен начальником Главнефтестроя, затем работал управляющим трестом «Нефтемаслозаводы», заместителем Министра нефтяной промышленности СССР, заместителем председателя Государственного производственного комитета газовой промышленности, заместителем Министра газовой промышленности СССР.
В 1972-1984 гг. заместитель Министра строительства предприятий нефтяной и газовой промышленности СССР. 
Умер в Москве в 1984 году.

## Награды
- орден Ленина
- 6 орденов Трудового Красного Знамени
- орден Дружбы народов (1979)
- За разработку новых синтетических продуктов и организацию их промышленного производства был в составе коллектива удостоен Сталинской премии в области химии и химической технологии 3-й степени 1951 года.